# Damir Čerkić
Damir Čerkić (Mostar, 14 febbraio 1969) è un ex calciatore jugoslavo, di ruolo attaccante.